# Dixenite
La dixenite è un minerale.